# Gemma Humet
Gemma Humet Alsius (Tarrasa, Barcelona, 19 de noviembre de 1988) es una cantante española en lengua catalana, además de pianista, en el ámbito de la canción de autor. 

## Trayectoria artística
Gemma Humet es hija de Agustí Humet (actor, músico y director escénico) y de Mercè Alsius; y sobrina del cantautor Joan Baptista Humet. Cursó estudios de canto jazz en la Escola Superior de Música de Catalunya (ESMUC). Formó parte del cuarteto Thalassa, creado en 2011, por Marina Mir (guitarra, requinto y campanas), Gemma Humet (voz y palmas), Carlos Cortés (percusiones, guitarra y laúd) y Felipe Andrés Varela (contrabajo y palmas), grabaron el disco "De la Mediterránea" con canciones tradicionales.
Una colaboración decisiva para Gemma Humet es la del guitarrista Toti Soler, con el que comparte los espectáculos Liebeslied, U, set, u, quatre: segar i batre o L'Ovidi, poema sense acabar (homenaje al desaparecido Ovidi Montllor, juntamente con el actor Joan Massotkleiner) y ha grabado algunas canciones en sus discos: "Raó de viure", "El teu nom", "El temps que s'atura" y Twins, además de compartir un disco conjunto: Petita festa (2018).
También ha colaborado con el guitarrista Toni Xuclà en varios espectáculos, como en 2013 con el repertorio del disco: Espriu, amb música ho escoltaries potser millor, poemas musicados de Salvador Espriu. En 2013 participaron en el Acto institucional de la Diada Nacional de Cataluña cantando "Sonet", poema de Bartomeu Rosselló Porcel musicado por Maria del Mar Bonet en el Parque de la Ciudadela. También en el espectáculo "Poemes que es fan cançons" con versiones de grandes poetas musicados por otros cantautores en 2017-2018. Igualmente en 2018 presenta junto a Xuclà el espectáculo "La rosa al fusell" con un conjunto de canciones de la Nova Cançó.
En abril de 2015 publicó su primer disco, Si canto enrere, con la discográfica Satélite K y producido por el guitarrista Pau Figueres, con el que obtuvo el "Premio Enderrock 2016" al Mejor disco de canción de autor. En 2015 y 2016 trabajó con Carol Rovira y Paula Arbós en la obra Cançons d'amors i guerres, dirigida por Agustí Humet y que agrupaba testimonios reales de la Guerra Civil Española a través de cartas y canciones.
En 2017 publica su segundo disco de título Encara. En 2018 y junto al guitarrista Toti Soler publica el disco conjunto Petita festa.
En 2020 publica Màtria, su tercer disco en solitario, en el que mezcla su mundo poético con la electrónica, álbum producido por Jordi Casadesús (La Iaia, Núria Graham) en el que además pone música a una letra inédita de su tío, el desaparecido Joan Baptista Humet. En el disco refleja musicalmente los cambios que ha experimentado su vida, entre ellos la doble maternidad. Y no solo en el sonido, sino también en los textos: aquí, los suyos conviven con poemas de Maria Mercè Marçal y de cuatro autores contemporáneos: Roc Casagran, Estel Solé, Mireia Calafell y Sònia Moll. En 2021 pone voz a la banda sonora de un audiovisual dirigido por Lluís Danés y que recrea la Dansa de la mort, canta una versión de Agnus Dei de Rufus Wainwright adaptada por Alfred Tapscott.
En 2022 lanza su cuarto trabajo en solitario: Rere tot aquest fum (Detrás de todo este humo), en el que funde la música electrónica con su voz mediterránea, canciones que presenta en sus conciertos de 2023 y 2024, alternándolo con sus presentaciones en directo de Petita festa junto a Toti Soler. En 2024 estrena una nueva producción en directo con el nombre de Miralls, a piano y voz, y con dirección artística y escénica de Lluís Danés. En 2025 estrena su espectáculo Gemma Humet canta Violeta Parra en el escenario de El Molino y en el marco del festival Barnasants, en el que interpreta temas de la cantautora chilena mezclando temas originales en castellano y otros en su versión en lengua catalana. En verano de 2025 compone, interpreta y graba el sencillo La Mercè canta, tema promocional de las Fiestas de la Merced de Barcelona en 2025.

## Discografía[15]
- Si canto enrere (2015)
- Encara (2017)
- Petita festa (2018) con Toti Soler
- Màtria (2020)
- Rere tot aquest fum (2022)
- La Mercè canta (single, 2025)

## Colaboraciones
- De la mediterránea – Cuarteto Thalassa (2011)
- Raó de viure. Toti Soler. Tema: "Penyora d'amor" (2011).
- El teu nom. Toti Soler. Temas: "Fins la fi dels temps”, “El teu nom" y "Va com va" (2013).
- Espriu: Amb música ho escoltaries potser millor. Toni Xuclà. Temas: "A la vora del mar" y "Aquesta pau és meva" (2013).
- Ruralisme il·lustrat – NewCat Ensemble (2015).
- El temps que s'atura. Toti Soler. Temas: "Saviesa" y "Lluna de porcellana" (2015).
- Disc de “La Marató” (2015) – TV3. Tema: "Tu vas lluitar" (2015).
- M'aclame a tu. Les cançons d'Ovidi Montllor. Tema: "Va com va" (con Toti Soler) (2015).
- Aire, fuego y deseo. Juan Carlos García Hoyuelos. Tema: "No hi ha dia sense tu" (2016).
- De poetes cançonetes. Toni Xuclà. Tema: "El camí" (2016).
- Qualsevol nit pot sortir el sol: El tribut. Homenaje a Jaume Sisa – Enderrock. Tema: "Maria Lluna" con Pau Figueres (2016).
- Tots som Súpers – El Club Súper 3. Tema: "Arkandú" (2016).
- Pere Quart. Encara som a la trinxera. Homenaje colectivo al poeta. Tema: "Cançoneta noucentista del mal camí" (2016).
- Fok. Kepa Junkera. Tema: Testament d'Amèlia & Ball de l'àliga de la Patum de Berga (2017).
- Twins. Toti Soler. Tema: "Perquè vull" (2017).
- L'home de la guitarra. Tribut a Josep Bastons. Tema: "El vell veler" (2017).
- Un pèl nou, un pèl antic. Tribut a Pere Tàpias. Tema: "Passeig del Carme V" (2017).
- Agafant horitzó. Single digital con Txarango, Aspencat, Cesk Freixas, Les Kol·lontai y Ascensa Furore (2017). También en el LP El gran ball (2021) de Txarango.
- Josep Palau i Fabre. Homenaje colectivo al poeta. Tema: "La dona" (2017).
- Proposta. Cesk Freixas. Tema: "Aquí, la bellesa i la dignitat" (2017).
- Cançons de República. Tema: "Himne al futur" (de su disco "Encara") (2018).
- Des del cor. Mireïa. Tema: "L'home que forjava or" (2018).
- Indesinenter. Àlex Pérez. Tema: La por (con Àlex Pérez y Cesk Freixas) (2018).
- Crújelo. Bemba Saoco. Tema: "Mujer coraje" (con Bemba Saoco y Roba Estesa) (2018).
- Fins demà o la propera metamorfosi. Guiem Soldevila. Tema: "Fins demà" (2018).
- Els colors del mar. Veus, Cor infantil Amics de La Unió de Granollers. Edición digital y DVD. Composiciones de Eduard Iniesta y Piti Español (2018).
- Cançó de carrer. Cantem Ramon Muntaner. Temas: "No demano gran cosa" y "La plaça del Diamant" (con Joan Manuel Serrat) (2019).
- Start. Mario Muñoz. Temas: "Aquest cop no", "In your eyes" (con Mario Muñoz, Peter Gabriel, Lluís Llach y Joan Baez) y "Als teus ulls" (a dúo con Mario Muñoz) (2019).
- La voz dormida. Ebri Knight. Tema: "Partisano" (2019).
- Respira. El Diluvi. Single digital. Tema: "Respira" (Con El Diluvi, Suu, Tremenda Jauría, Gemma Polo & JazzWoman) (2019).
- Indesinenter. Àlex Pérez. Tema: "La por" (con Cesk Freixas) (2019).
- La força de l'Ebre. Pepet i Marieta. Tema: "La força de l'Ebre". Single (2019).
- Shen Nü i altres tresors amagats. Tema: "Stabat Mater". Toni Xuclà (2019).
- La Festa de la Pau. Single digital. Dàmaris Gelabert & Convidats (2019).
- Un regal d'elles. Disco benéfico colectivo. Tema "Que no sigui un somni" (2019).
- Un núvol blanc. Single digital junto a Lluís Llach, Judit Neddermann y Santi Balmes. Campaña benéfica Covid (2020).
- Bo per a tothom. Single digital. Con Mateu Peramiquel, Beth, Joan Rovira, Salva Racero, Las Migas, Mar Puig & Setembre (2020).
- El poder de la cançó. Tren Seeger. Homenaje a Pete Seeger. Temas: "Tot gira" y "Guantanamera" (2020).
- Un Sant Jordi diferent. Single digital colectivo (2020).
- Les hores mortes. Pau Alabajos. Tema: "Vuit de març" (Con Pau Alabajos, Meritxell Gené y Marta Rius) (2020).
- Disc de “La Marató” (2020) – TV3. Tema: "Serem més forts" (tema colectivo) (2020).
- Nocturns i diamants. Coloma Bertran. Tema: "Cançó de bressol" (2020).
- Blau. Roger Margarit. Tema: "El viatger" (2020).
- Not even light. Outer Space. Tema en inglés: "Dead planet" (2021).
- Jaleiu. Guillem Albà & La Marabunta. Temas: "Pel millor públic" y "Jaleiu final" (2021).
- Disc de “La Marató” (2021) – TV3. Tema: "Navegant" (con Caïm Riba) (2021).
- Terrassa Sonora. Orquestra de Cambra Terrassa 48. Tema: "Maria Matrem" (2021).
- Les veus del mar. Cuento basado en la canción homónima de Gemma Humet e ilustrado por Sara Serra. Editorial Nanit (2021).
- Audiovisual "Dansa de la mort" de Lluís Danés. Tema: Versión de Agnus Dei de Rufus Wainwright (2021).
- Fill de la fortuna. Toti Soler. Tema: "L'espera inútil" (2022).
- Allò que es queda. Llars. Tema: "Allò que es queda" (2022).
- B.S.O. de la película Hada de Àlex Mañas. Tema: "El cant dels ocells" (2023).
- Les coses que som. Grupo Km.0. Tema: "Va canviant" (2023).
- Senderos. Madera Viva Trío. Tema: "T'interpreto" (2023).
- 50 anys Companyia Elèctrica Dharma. Companyia Elèctrica Dharma. Tema: "Busca'm on faci vent" (2024).
- Pájaros de desván. Litus. Tema: "Temps de canvis" (2024).